# Formicivora
Formicivora – rodzaj ptaków z podrodziny chronek (Thamnophilinae) w rodzinie chronkowatych (Thamnophilidae).

## Występowanie
Rodzaj obejmuje gatunki występujące w Ameryce Południowej.

## Morfologia
Długość ciała 11–14 cm; masa ciała 8–16 g.

## Systematyka
Rodzaj zdefiniował w 1824 roku angielski zoolog William Swainson w artykule poświęconym systematyce dzierzb (Laniidae) opublikowanym w czasopiśmie The Zoological journal. Swainson wymienił trzy gatunki – Formicivora maculata Swainson, 1824 (= Myiothera squamata M.H.C. Lichtenstein, 1823), Formicivora nigricollis Swainson, 1824 (= Turdus griseus Boddaert, 1783) i Formicivora brevicauda Swainson, 1824 (nomen dubium) – z których gatunkiem typowym jest (późniejsze oznaczenie) Formicivora nigricollis Swainson, 1824 (= Turdus griseus Boddaert, 1783) (mrówkodławik białowstęgi). 

### Etymologia
Formicivora: formica „mrówka”; -vorus ‘jedzący’, od vorare ‘spożywać’.

### Podział systematyczny
Do rodzaju należą następujące gatunki:
- Formicivora iheringi Hellmayr, 1909 – mrówkodławik cienkodzioby
- Formicivora erythronotos Hartlaub, 1852 – mrówkodławik czarnogłowy
- Formicivora melanogaster von Pelzeln, 1868 – mrówkodławik czarnobrzuchy
- Formicivora serrana (Hellmayr, 1929) – mrówkodławik górski
- Formicivora grantsaui Gonzaga, Carvalhaes & Buzzetti, 2007 – mrówkodławik skalny
- Formicivora acutirostris (Bornschein, Reinert & Teixeira, 1995) – mrówkodławik bagienny
- Formicivora rufa (zu Wied, 1831) – mrówkodławik rdzawogrzbiety
- Formicivora intermedia Cabanis, 1847 – mrówkodławik północny
- Formicivora grisea (Boddaert, 1783) – mrówkodławik białowstęgi